# Adam Asnyk
Adam Asnyk (Kalisz, Polonia, 11 de septiembre de 1838 - Cracovia, Austria-Hungría, 2 de agosto de 1897) fue un poeta y dramaturgo polaco, miembro de la szlachta e integrante del Levantamiento de Enero.

## Biografía
Adam Asnyk nació en Kalisz el 11 de septiembre de 1838, hijo de una familia szlachta, la nobleza presente en la antigua Mancomunidad polaco-lituana. Estudió en el Instituto de Agricultura y Silvicultura en Marymont y luego la Escuela Médica de Cirujanos en Varsovia. Continuó sus estudios en las ciudades de Breslavia, París y Heidelberg, antes de regresar al Zarato de Polonia en 1862 para combatir en el levantamiento de enero contra la ocupación rusa del país tras las particiones de Polonia. Una vez concluida la revuelta, Asnyk tuvo que huir de Polonia, instalándose en Heidelberg, lugar en el que recibió un doctorado en filosofía en el año 1868.
En 1875 se casó con Zofia Kaczorowska, con la que tuvo un hijo, Włodzimierz. Ese mismo año comenzó su carrera como periodista, siendo editor del diario Reforma. También es elegido en 1884 miembro del ayuntamiento de la ciudad de Cracovia, ciudad en la que se había instalado tras mudarse de Lwów. Asnyk fallece el 2 de agosto de 1897 a la edad de 56 años, siendo enterrado en el Cementerio Skałka de Cracovia.

## Obras
- Nad głębiami (Sobre las Profundidades, 1883–1894)
- Poezje (Poesías, 1869)
- Poezje (Poesías, 1872)
- Poezje (Poesías, 1880)
- Poezje (Poesías, 1894)